# Impatiens humblotiana
Impatiens humblotiana är en balsaminväxtart som beskrevs av Henri Ernest Baillon. Impatiens humblotiana ingår i släktet balsaminer, och familjen balsaminväxter. Inga underarter finns listade i Catalogue of Life.